# 保羅·林德納
保羅·林德納（1861年—1945年）是一位德国化学家和微生物学家，知名于最早分离了粟酒裂殖酵母（学名：Schizosaccharomyces pombe），后来成为一种模式生物。